# KB Vëllaznimi
El KB Vëllaznimi es un club de baloncesto profesional de la ciudad de Đakovica, que milita en la ETC Superliga, la máxima categoría del baloncesto kosovar. Disputa sus partidos en el Shani Nushi Sports Hall, con capacidad para 2500 espectadores.

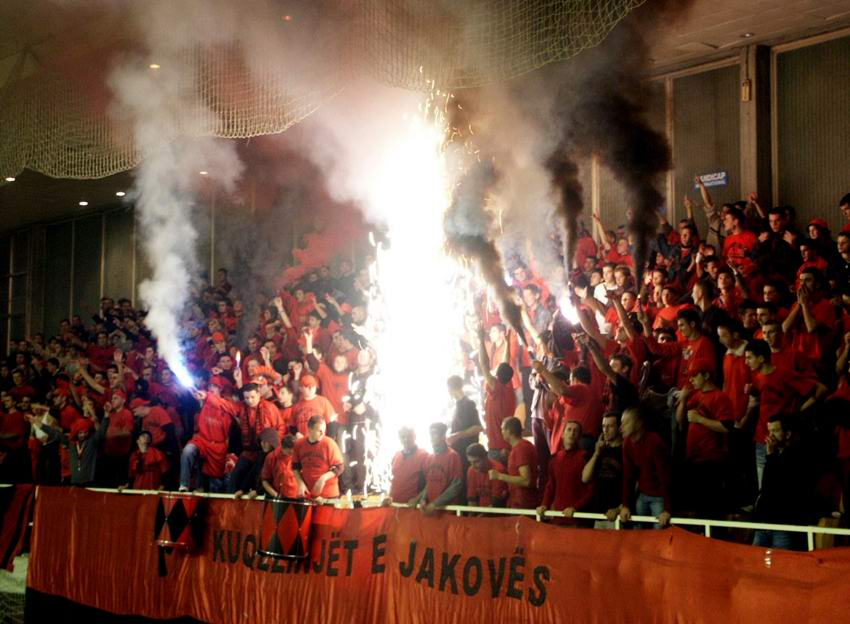
Fanes del KB Vëllaznimi

## Historia
El club es parte de la Asociación Deportiva Vëllaznimi Gjakovë, cuyo equipo de fútbol es el KF Vëllaznimi y su equipo de balonmano es el KH Vëllaznimi.
Se proclamaron campeones de la Copa de baloncesto de Kosovo en 1992, 1995 y 1996.

## Posiciones en liga
| - 2002: 8º-(1) - 2003: 1º-(2) - 2004: 6º-(1) - 2005: No jugaron, ya que se retiraron de la Superliga - 2006: 6º - 2007: 6º | - 2008: 10º-(Superleague) - 2009: (A1) - 2013: 7º-(Superleague) - 2014: 1º-(Liga e pare) - 2015: 6º-(Superleague) - 2016: 6º |

## Palmarés
- Campeón de la Copa de baloncesto de Kosovo

1992, 1995, 1996
- Campeón de los Play-offs de la Liga e pare

2013
- Campeón de la Liga e pare

2014

## Jugadores destacados
| - Adnan Bajramović - Dino Hodzic - Alen Jazvin - Abdurahman Kahrimanovic - Dzenan Suta - Mario Turbic - Marijo Hajdic - Zoran Helbich - Mateo Juričić - Denis Vrsaljko - Qendrim Ajazaj - Besnik Azemi | - Trim Berisha - Visar Bunjaku - Valon Gashi - Korab Prekazi - Arian Qallaku - Imer Tahiri - Goran Gjorgjievski - Enes Hadžibulić - Zoran Nikolov - Nagip Shala - Uroš Vasiljević - Petar Jovanović | - Vladimir Osmajić - Sani Ibrahim - Marcel Mihalic - Borut Rozman - Philip Brooks - Duane Carter - Larry Jackson - Ronnie Ross - Ishmael Sanders - Jakub Genjac - Berat Kllapija - Fisnik Juniku |